# 아우로라 (텔레노벨라)
《아우로라》(스페인어: Aurora)는 2010년 방영된 미국의 텔레노벨라이다.